# 日本歯科医師連盟
日本歯科医師連盟（にほんしかいしれんめい、英称：Japan Dental Federation、略称：日歯連）は、日本歯科医師会の掲げる理念と政策を実現するために政治活動を行う政治団体。
日本歯科医師会が公益団体であり政治活動はできないため、別に組織されている。ただ別の組織であるものの同時入退会であったため、入退会の自由を求める訴訟が過去何件か起こされた。
会長は長らく日本歯科医師会会長が兼任してきたが、献金事件のおきた2004年から両組織の峻別化を目指し、独自会長が務めている。
会員数は約5万2000人(2015年9月30日現在)。度重なる不祥事によりこの10年間で1万人程会員数が減っている。2015年に発覚した迂回献金事件の影響で退会希望が相次いでいる為、この傾向は更に加速する見込み。

## 沿革
- 1950年5月14日 - 日本歯科医師会が参議院議員選挙に際して政治団体の結成届けを提出。
- 1950年6月22日 - 候補者落選に伴い、解散。
- 1951年4月6日 - 日本歯科医師政治連盟として、再度設立。
- 1953年4月 - 第3回参議院議員選挙で連盟の推す林了が初当選。
- 1954年3月31日 - 役員改選のため解散。
- 1954年12月8日 - 再度設立。
- 1994年4月1日 - 日本歯科医師政治連盟から日本歯科医師連盟に改称[6]。
- 2004年2月 - 日歯連事件が発覚。
- 2004年7月 - 日歯連闇献金事件が発覚。
- 2015年9月 - 日歯連迂回献金事件(後述)が発覚。

## 不祥事

### 迂回献金事件
組織内候補の西村正美参議院議員の後援会に日歯連から5000万円が寄付され、寄付と同日に同後援会から、同じく組織内候補の石井みどり参議院議員の後援会に5000万円が寄付され、日歯連がこれとは別にさらに石井みどり後援会に4500万円を寄付していたことが発覚。東京地検特捜部はこれを政治資金規正法で禁じられた迂回献金と認定。2015年9月30日に政治資金規正法違反（虚偽記入、量的制限）で前会長で現日本歯科医師会会長の高木幹正、会計責任者で前副理事長の村田憙信、元会長の堤直文の3人が逮捕された。その後特捜部は家宅捜索や西村・石井両参議院議員に対する任意の事情聴取などを行い容疑の裏付けを進め、10月20日に前会長ら3人と、両罰規定に基づき団体としての日歯連が起訴された。
2018年1月22日に村田元副理事長が東京地裁から禁錮2年・執行猶予3年の有罪判決を言い渡された。同年6月27日には、高木前会長と堤元会長に対してもそれぞれ禁錮1年6カ月・執行猶予3年、団体としての日歯連にも罰金50万円の有罪判決が言い渡された。
堤元会長は控訴せず判決が確定し、高木、村田両名についても最高裁で上告が棄却され判決が確定した。

## 関連議員
日本歯科医師連盟推薦の国会議員（太字は現職国会議員）
- 林了 - 歯科医師（日本大学歯科医学校卒業）、元参議院議員（1期）
- 竹中恒夫 - 歯科医師（大阪歯科医学専門学校卒業）、元参議院議員（2期）
- 鹿島俊雄 - 歯科医師（東京歯科医学専門学校卒業）、第34代郵政大臣、元参議院議員（3期）
- 関口恵造 - 歯科医師（東京歯科医学専門学校卒業）、元参議院議員（2期）
- 木暮山人 - 歯科医師（日本歯科医学専門学校卒業）、元参議院議員（2期）
- 大島慶久 - 歯科医師（愛知学院大学卒業）、元参議院議員（3期）
- 中原爽 - 歯科医師（日本歯科大学卒業）、元参議院議員（2期）
- 新井悦二 - 歯科医師（神奈川歯科大学卒業）、元衆議院議員（1期）
- 石井みどり - 歯科医師（鶴見大学卒業）、元参議院議員（2期）
- 比嘉奈津美 - 歯科医師（福岡歯科大学卒業）、参議院議員（1期）、元衆議院議員（2期）
- 関口昌一 - 歯科医師（明海大学卒業）、参議院議員（5期）
- 西村正美 - 歯科医師（日本歯科大学卒業）、元参議院議員（1期）
- 渡辺孝一 - 歯科医師（北海道医療大学卒業）、衆議院議員（4期）
- 白須賀貴樹 - 歯科医師（東京歯科大学卒業）、元衆議院議員（3期）
- 島村大 - 歯科医師（東京歯科大学卒業）、元参議院議員（2期）、元日本歯科医師連盟理事長
- 三ッ林裕巳 - 内科医師（日本大学医学部卒業）、衆議院議員（4期）
- 山田宏 - 参議院議員（2期）、元衆議院議員（2期）、元東京都杉並区長